# Christoph A. M. Bode
Christoph Albert Maria Bode (* 15. August 1955 in Köln) ist ein deutscher Kardiologe und Hochschullehrer. Seit 1999 ist Bode Ärztlicher Direktor der Klinik für Kardiologie und Angiologie I des Universitätsherzzentrums Freiburg-Bad Krozingen und der Klinik Innere Medizin III (Interdisziplinäre Internistische Intensivmedizin) des Universitätsklinikums Freiburg.

## Werdegang
Christoph Bode besuchte von 1962 bis 1966 die Grundschule in Köln-Weiden und machte 1974 das Abitur am neusprachlichen Gymnasium Frechen. Anschließend studierte Bode an der Universität zu Köln Humanmedizin und schloss mit dem Staatsexamen und dem US-Examen ECFMG ab. Von 1977 bis 1981 promovierte er am Institut für Physiologische Chemie bei Wilhelm Stoffel mit einer Arbeit zur Hypercholesterinämie. Nach dem Wehrdienst als Stabsarzt in Andernach und Köln kehrte Bode als Stipendiat der Deutschen Forschungsgemeinschaft 1982 an das Institut für Physiologische Chemie zurück. Darauf begann er 1983 seine klinische Tätigkeit in der Klinik für Innere Medizin III (Kardiologie) des Universitätsklinikums Heidelberg unter Leitung von Wolfgang Kübler. Von 1984 bis 1986 verbrachte Bode einen Aufenthalt am Massachusetts General Hospital (Cardiac Unit) und der Harvard Medical School in Boston, Massachusetts, USA. Unter Leitung von Edgar Haber wandte sich Bode der Verbesserung der Therapie des Herzinfarktes durch Beeinflussung des Gerinnungssystems zu. Nach Rückkehr an das Universitätsklinikum Heidelberg setzte er sein Wirken als Clinician-Scientist fort und habilitierte 1991. Zum Sommersemester 1999 folgte er dem Ruf auf einen Lehrstuhl (C-4) für Innere Medizin der Universität Freiburg, verbunden mit der Leitung der Medizinischen Klinik III (Kardiologie und Angiologie) des Universitätsklinikums Freiburg. Seit 2012 ist Bode Ärztlicher Direktor der Klinik für Kardiologie und Angiologie I des Universitären Herzzentrum Freiburg-Bad Krozingen sowie der Klinik Innere Medizin III (Interdisziplinäre Internistische Intensivmedizin) des Universitätsklinikums Freiburg.

## Akademisches Wirken
Das wissenschaftliche Interesse von Bode gilt insbesondere der Verbesserung der Vorbeugung und Behandlung von thrombotischen Erkrankungen, aber auch der Optimierung von interventionellen Eingriffen in der Kardiologie. So ist die Verwendung medikamenten-beschichteter Stents heute Standard in der Behandlung des Herzinfarktes. In der Grundlagenforschung kommen Beiträge zur Erforschung der Arteriosklerose hinzu. Von 2011 bis 2015 war er Präsident der Gesellschaft für Thrombose und Hämostaseforschung (GTH).
Bode veröffentlichte viele hundert Original- und Übersichtsarbeiten in angesehenen, überwiegend internationalen Fachzeitschriften.
Mehrere Mitarbeiter von Bode sind in angesehenen universitären Spitzenpositionen auch im Ausland tätig. (Karlheinz Peter, Melbourne, Katja Odening, Bern, Andreas Zirlik, Graz).
Für seine Verdienste um die Volksgesundheit und Wissenschaft wurde ihm im Jahre 2019 das Verdienstkreuz am Bande des Verdienstordens der Bundesrepublik Deutschland verliehen.

## Akademisch-Wissenschaftliche Ämter und Positionen
- 2003–2011: Fachkollegiat der Deutschen Forschungsgemeinschaft[1]
- 2007–2015: Vorstandsmitglied der der Gesellschaft für Thrombose- und Hämostaseforschung[1]
- 2008–2011: Berater der Gesundheitsbehörden im Arbeitskreis „Blut“[1]
- 2008–2013: Mitglied der Task Force Antiplättchentherapie der Europäischen Gesellschaft für Kardiologie (ESC)[1]
- 2010–2021: Deputy Editor “Thrombosis and Haemostasis”[9]
- 2010–2016: Europäischer Herausgeber „Circulation“[10]
- 2010–2012: Gründungs-Governor des „German Chapter des American College of Cardiology“[1]
- 2011–2013: Vorsitzender der Programmkommission und Mitglied des Vorstands der Deutschen Gesellschaft für Kardiologie[1]
- 2011–2015: Präsident der Gesellschaft für Thrombose und Hämostaseforschung[4]
- 2013–2015: Chairman of the Assembly of International Governors (AIG) des American College of Cardiology[1]
- 2015: Kongresspräsident der GTH Jahrestagung in Düsseldorf[11]
- 2017–2019: Gründungspräsident der Ordinarienkonferenz Kardiologie e.V.
- 2019: Past-Präsident der Ordinarienkonferenz Kardiologie e.V.

## Ehrungen und Auszeichnungen
- 1986: Boehringer-Mannheim-Preis für „Hervorragende angewandte Grundlagenforschung“[1]
- 1989: Ludwig-Heilmeyer-Medaille der Deutschen Gesellschaft für Fortschritte auf dem Gebiet der Inneren Medizin[1]
- 1990: Willy-Pitzer-Preis[1]
- 1992: Alexander-Schmidt-Preis der Gesellschaft für Thrombose- und Hämostaseforschung[1]
- 1994: Theodor-von-Frerichs-Preis der Deutschen Gesellschaft für Innere Medizin[12]
- 2004: Franz-Loogen-Preis[13]
- 2012: Goldmedaille des German Chapter des American College of Cardiology[14]
- 2013: Ehrennadel der Deutschen Gesellschaft für Kardiologie[15]
- 2015: Ehrendoktorwürde der Technischen Universität Maikop/Russland[16]
- 2016: Paul-Morawitz-Preis der Deutschen Gesellschaft für Kardiologie[17]
- 2017: Korrespondierendes Mitglied der Nordrhein-Westfälischen Akademie der Wissenschaften und Künste[18]
- 2019: Verdienstkreuz am Bande der Bundesrepublik Deutschland[8]
- 2020: European Heart Journal Reviewer of the Decade Award[1]

## Schriften (Auszug)
- Christoph Bode: Klinische und experimentelle Untersuchungen zur spezifischen Thrombolysetherapie des akuten Myokardinfarktes  Habilitationsschrift, Heidelberg 1991[1]
- C. Bode, G. R. Matsueda, K. Y. Hui, E. Haber: Antibody-directed urokinase: a specific fibrinolytic agent.  In: Science 229: 765-767; 1985[2]
- C. Spaulding, P. Henry, E. Teiger, K. Beatt, E. Bramucci, B. Carrie, M. S. Slama, B. Merkely, A. Erglis, M. Margheri, O. Varenne, A. Cebrian, H. P. Stoll, D. B. Snead, C. Bode: TYPHOON Investigators Sirolimus-eluting versus uncoated stents in acute myocardial infarction New England Journal of Medicine 355:1093-104, 2006[19]